# Eurovision: You Decide (2017)
A  2017-es Eurovision: You Decide egy angol zenei verseny volt, melynek keretén belül a nézők és a szakmai zsűri kiválasztotta, hogy ki képviselje az Egyesült Királyságot a 2017-es Eurovíziós Dalfesztiválon, Kijevben. A 2017-es You Decide volt a második változata a nemzeti döntőnek.

## A résztvevők
A 10 résztvevőt 2017. január 23-án ismertették a BBC Radio 2 reggeli műsorában.
| Előadó             | Dal                       | Szerzők                                                                                         |
| ------------------ | ------------------------- | ----------------------------------------------------------------------------------------------- |
| Danyl Johnson      | "Light Up the World"      | Dan McAllister, Rick Blaskey, Greg Walker, Chris Sutherland, Ameerah Roelants                   |
| Holly Brewer       | "I Wish I Loved You More" | Kevin Fisher, Courtney Harrell, Laurell Barker, Mattias Frändå, Johan Åsgärde, Oliver Lundström |
| Lucie Jones        | "Never Give Up on You"    | The Treatment, Emmelie de Forest, Laurie Martin                                                 |
| Nate Simpson       | "What Are We Made Of"     | Jon Hällgren, Eric Lumiere, DWB                                                                 |
| Olivia Garcia      | "Freedom Hearts"          | Gabriel Alares, Sebastian Lestapier, Linnea Nelson, Laurell Barker                              |
| Salena Mastroianni | "I Don't Wanna Fight"     | The Treatment, Nicole Blair, Marli Harwood                                                      |

### Döntő
A döntőt január 27-én rendezte a BBC hat előadó részvételével Londonban, a  Eventim Apollo-ban. A végeredményt a nézők és a szakmai zsűrik szavazatai alakították ki ki.
| # | Előadó             | Dal                       | Eredmény |
| - | ------------------ | ------------------------- | -------- |
| 1 | Holly Brewer       | "I Wish I Loved You More" |          |
| 2 | Danyl Johnson      | "Light Up the World"      |          |
| 3 | Lucie Jones        | "Never Give Up on You"    | Győztes  |
| 4 | Olivia Garcia      | "Freedom Hearts"          |          |
| 5 | Nate Simpson       | "What Are We Made Of"     |          |
| 6 | Salena Mastroianni | "I Don't Wanna Fight"     |          |

A zsűri
- Bruno Tonioli – koreográfus, táncos és televíziós személy
- Sophie Ellis-Bextor – énekes és zeneszerző
- CeCe Sammy – vokál és előadóművész, televíziós személy